# Siemens (unidade)
O siemens (símbolo: S) é uma unidade do Sistema Internacional de Unidades (SI) que mede a condutância elétrica e a admitância. O siemens equivale ao inverso do ohm (Ω), o que o faz ser conhecido também como mho. Tome cuidado para não confundir esta unidade, simbolizada pela letra S maiúscula, com o segundo, unidade de tempo simbolizada pela letra S minúscula (s).
Considerado uma unidade derivada do SI desde a 14ª Conferência Geral de Pesos e Medidas realizada em 1971, o siemens é assim chamado em homenagem ao inventor e industrialista alemão Werner von Siemens, fundador da Siemens AG, um dos maiores conglomerados industriais do mundo.
O siemens é a unidade da condutância elétrica, representada pela letra G.
{\displaystyle G={\frac {1}{R}}={\frac {I}{U}}}
G = Condutância
R = Resistência
I = Corrente
U = Tensão

Dimensionais
Sua expressão equivalente em unidades SI mais simples pode ser dada de duas maneiras:
- Como dimensional analítica:

{\displaystyle [{\mbox{G}}]={S}={\frac {{A}^{2}\cdot {s}^{3}}{{kg}\cdot {m}^{2}}}}
onde:
- [G] = dimensional de G
- S = siemens

- Como dimensional sintética:

{\displaystyle [{\mbox{G}}]={S}={\frac {1}{\Omega }}={\frac {A}{V}}}

## Múltiplos do SI
| Múltiplo | Nome         | Símbolo |  | Submúltiplo | Nome         | Símbolo |
| -------- | ------------ | ------- |  | ----------- | ------------ | ------- |
| 100      | siemens      | S       |  |             |              |         |
| 101      | decasiemens  | daS     |  | 10–1        | decisiemens  | dS      |
| 102      | hectosiemens | hS      |  | 10–2        | centisiemens | cS      |
| 103      | quilosiemens | kS      |  | 10–3        | milisiemens  | mS      |
| 106      | megasiemens  | MS      |  | 10–6        | microsiemens | µS      |
| 109      | gigasiemens  | GS      |  | 10–9        | nanosiemens  | nS      |
| 1012     | terasiemens  | TS      |  | 10–12       | picosiemens  | pS      |
| 1015     | petasiemens  | PS      |  | 10–15       | femtosiemens | fS      |
| 1018     | exasiemens   | ES      |  | 10–18       | attosiemens  | aS      |
| 1021     | zettasiemens | ZS      |  | 10–21       | zeptosiemens | zS      |
| 1024     | yottasiemens | YS      |  | 10–24       | yoctosiemens | yS      |

## Mho
Mho é, atualmente, um nome excêntrico para esta unidade ou uma unidade alternativa para a condutância elétrica, equivalente a 1 siemens. Ele é derivado da pronúncia de ohm de trás para frente. Seu símbolo é a letra ômega (Ω) invertida (℧). O termo siemens é usado universalmente em ciência e, principalmente, em aplicações elétricas, enquanto mho é usado principalmente em aplicações eletrônicas. O ohm invertido tem a vantagem de ter menos chances de ser confundido com uma variável do que a letra s durante cálculos algébricos feitos à mão.